# Volksbank Bodensee-Oberschwaben
Die Volksbank Bodensee-Oberschwaben eG ist eine Genossenschaftsbank mit Sitz in Tettnang im baden-württembergischen Bodenseekreis. 

## Geschichte

### Volksbank Tettnang
Ihren Ursprung hat die Volksbank Tettnang im Jahre 1870. Der Abgeordnete Caspar Bueble ist Mitgründer und Gründungsvorstand der Tettnanger Volksbank.

### Volksbank Friedrichshafen
Die Geschichte der Volksbank Friedrichshafen eG geht zurück bis ins Jahr 1864. Am 14. Januar 1864 gründeten 23 Friedrichshafener Bürger die Handwerkerbank auf Basis des genossenschaftlichen Prinzips nach Schulze-Delitzsch. Ab 1921 trug sie den Namen Gewerbebank eGmbH Friedrichshafen und firmierte schließlich ab 1941 als Volksbank Friedrichshafen eG.

### Fusion zur Volksbank Friedrichshafen-Tettnang eG
Im Jahre 2017 fusionierten beide Banken zur Volksbank Friedrichshafen-Tettnang eG.

### Fusion zur Volksbank Bodensee-Oberschwaben eG

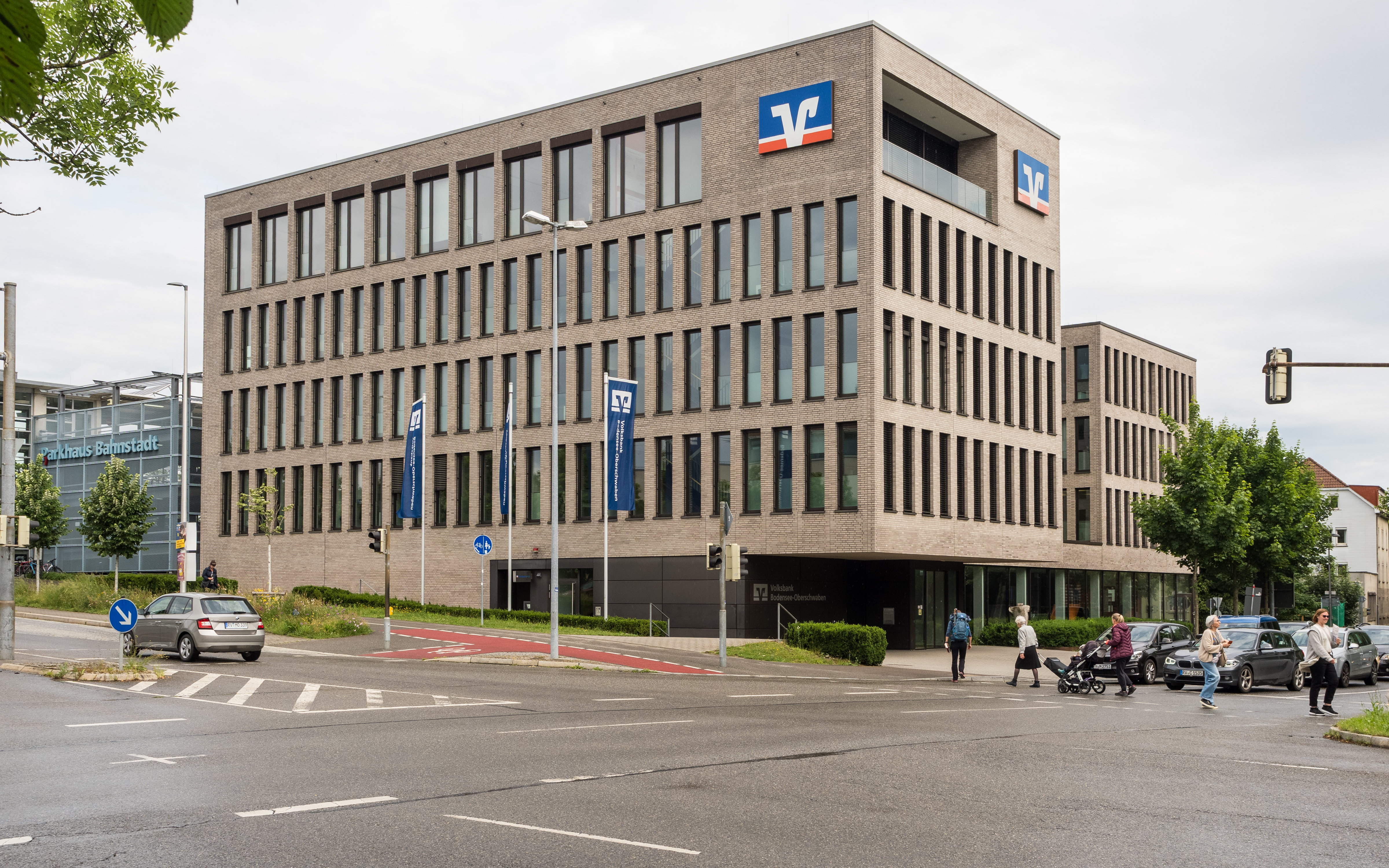
Volksbank Bodensee-Oberschwaben in Ravensburg

Im Juni 2023 beschlossen die Volksbank Friedrichshafen-Tettnang und die VR Bank Ravensburg-Weingarten auf ihren Vertreterversammlungen den Zusammenschluss zur Volksbank Bodensee-Oberschwaben. Die Fusion erfolgte rückwirkend zum 1. Januar 2023.

### Geplante Fusion
Im Mai 2025 wurden Pläne einer Fusion mit der Volksbank Konstanz bekannt.

## Mitgliedschaft
Die Volksbank Bodensee-Oberschwaben eG ist der amtlich anerkannten BVR Institutssicherung GmbH und der zusätzlichen freiwilligen Sicherungseinrichtung des Bundesverbandes der Deutschen Volksbanken und Raiffeisenbanken e. V. angeschlossen.
Zuständiger Prüfungsverband ist der Baden-Württembergische Genossenschaftsverband e.V. mit Sitz in Karlsruhe. Die Bank gehört dem Baden-Württembergischen Genossenschaftsverband und darüber dem Bundesverband der Deutschen Volksbanken und Raiffeisenbanken an.

## Angebot
Die Produktpalette beinhaltet neben den traditionellen weit gefächerten Bankangeboten auch elektronische Direktbankleistungen. Darüber hinaus ist die Volksbank unter anderem in den Geschäftsbereichen Immobilienvermittlung, Versicherungen und Bausparen tätig.

## Geschäftsgebiet
Das Geschäftsgebiet erstreckt sich über den östlichen Bodenseekreis und den südwestlichen Landkreis Ravensburg.